# 新南画
新南画（しんなんが）は、大正から昭和にかけての新傾向の南画の通称。

## 概要
南画家ではない画家による南画の再評価として盛んとなった。1917年（大正6年）の『中央美術』7月号(南画特集号)では巻頭に「新南画の機運動く」と題した文章が掲載され、多くの画家の名前が挙げられている。